# Paul Krüger
Paul Krüger (ur. 7 marca 1950 w Güstrowie) – niemiecki polityk, inżynier i samorządowiec, działacz Unii Chrześcijańsko-Demokratycznej (CDU), poseł do Bundestagu, minister badań naukowych i technologii (1993–1994), burmistrz Neubrandenburga (2001–2015).

## Życiorys
W latach 1968–1969 pracował jako tokarz, następnie studiował inżynierię mechaniczną w Technische Hochschule Wismar. Doktoryzował się w 1986. Od 1973 był zatrudniony jako inżynier, od 1980 kierował działem oprogramowania w przedsiębiorstwie mechanicznym w Neubrandenburgu.
W okresie przemian politycznych dołączył do Unii Chrześcijańsko-Demokratycznej w NRD, po zjednoczeniu Niemiec wraz z tym ugrupowaniem przystąpił do CDU. Był członkiem zarządu krajowego i wiceprzewodniczącym partii w kraju związkowym Meklemburgia-Pomorze Przednie. W demokratycznych wyborach w 1990 uzyskał mandat posła do Izby Ludowej NRD (Volkskammer). W tym samym roku został posłem do Bundestagu, w którym zasiadał do 2001. Od 1993 do 1994 pełnił funkcję ministra badań naukowych i technologii w czwartym rządzie Helmuta Kohla.
W 2001 odszedł z parlamentu, obejmując stanowisko burmistrza Neubrandenburga, które zajmował nieprzerwanie do 2015.